# Переход армии Симона Боливара через Анды
Переход армии Симона Боливара через Анды (исп. El paso del ejército de Simón Bolívar por los Andes) — военная операция, имевшая стратегическое значение для освобождения Новой Гранады (нынешняя Колумбия), в ходе которой армия под командованием Симона Боливара пересекла Восточные Кордильеры колумбийских Анд, чтобы освободить Новую Гранаду от испанского владычества.

Маршрут освободительного похода Боливара в 1819 г.

15 февраля 1819 года на конгрессе в Ангостуре патриотами было принято решение о создании Республики Колумбия, государства, которое должно было объединить бывшие испанские колонии: генерал-капитанство Венесуэлу, вице-королевство Новую Гранаду и Аудиенсию Кито, — территории, которые, за исключением южной и восточной Венесуэлы, находились тогда под испанским господством. Боливар решил, что после отступления испанских войск генерала Пабло Морильо на зимние квартиры в Калабосо после кампании в Апуре, настало время осуществить полное освобождение Новой Гранады.
4 июня 1819 года так называемая Освободительная армия Боливара форсировала реку Араука и вошла на территорию Новой Гранады. Она прибыла в Таме 11 июня, где к ней присоединился новогранадский генерал Франсиско де Паула Сантандер, который собрал там отряд из 1600 пехотинцев и 600 кавалеристов. На момент встречи патриотические армии по разным источникам насчитывали от 2500 до 4300 солдат. В Таме у Боливара было три варианта похода на город Тунха: первый через Читинскую соляную шахту (самый короткий и удобный путь для войск, но и наиболее охраняемый войсками роялистов из-за угрозы, которую представлял отряд Сантандера с восточных равнин), второй через Лабрансагранде вёл в Согамосо, где находилась штаб-квартира роялистов, а третий — через болото Писба (самая трудная дорога, но без испанского надзора). Боливар решил пойти по этому маршруту из-за отсутствия наблюдения со стороны испанских войск. Вход в высокогорье Восточных Кордильер охранялся войсками испанской дивизии, имевшей 2400 пехотинцев и 400 кавалеристов под командованием полковника Хосе Мария Баррейро.
После четырёхдневного отдыха в Таме войска в суровых зимних условиях двинулись к Поре, столице провинции Касанаре, куда прибыли 22 июня. Из города Поре Освободительная армия продолжила марш через Восточные Кордильеры и достигла форта Пайя, где 27 июня авангард во главе с Сантандером обратил в бегство 300 солдат роялистского гарнизона, укрывшихся в Лабрансагранде. 2 июля армия возобновила марш и 5 июля пересекла горный хребет Анд через Парамо-де-Писба. Так как большинство солдат, пришедших с равнин, не были акклиматизированы и не имели тёплой одежды, многие простудились, некоторые умерли по дороге, так же как и армейские лошади и мулы. Артиллерия и боеприпасы были брошены из-за отсутствия мулов. Авангард Сантандера прибыл в тот же день (5 июля) в Сочу, где на следующий день к нему присоединился Боливар с основной армией. В Соче Освободительная армия простояла четыре дня, чтобы прийти в себя после тяжелого пути, подтянуть артиллерию и пополнить припасы. 11 июля начались бои за освобождение Новой Гранады.